# Celestino Vietti
Celestino Vietti Ramus (Cirié, 13 de outubro de 2001) é um motociclista italiano que compete na MotoGP (Moto3), pela equipe Sky Racing Team VR46.

## Carreira
Em 2018, estreou no motociclismo ao competir na CEV Moto3 Junior, terminando em 3º lugar com 52 pontos (empatado com o tcheco Filip Salač).
No mesmo ano estreou na Moto3 no GP do Japão, inscrito pela equipe Sky Racing Team VR46, substituindo o lesionado Nicolò Bulega, obtendo um pódio na etapa seguinte, disputada em Phillip Island, na Austrália, chegando na terceira posição. O desempenho fez Vietti ser efetivado à titularidade em 2019, tendo conquistado o 6º lugar na classificação geral, com 135 pontos - foram 12 provas entre os 10 primeiros, 3 pódios, uma pole-position e uma volta mais rápida. Em 2020 continua na Sky Racing Team VR46.

## Links
- Perfil no site da MotoGP